# Althaea ludwigii
Althaea ludwigii là một loài thực vật có hoa trong họ Cẩm quỳ. Loài này được L. mô tả khoa học đầu tiên năm 1771.